# Kloostermolenpolder (Ten Boer)
De Kloostermolenpolder is een voormalig waterschap (molenpolder) in de provincie Groningen.
Het waterschap was gelegen ten westen van Ten Boer en ten oosten van Sint-Annen. De noordoostgrens werd gevormd door de Wolddijk en het Westerwijtwerdermaar, de zuidoostgrens door de Stadsweg. De zuidwestgrens was de Boersterwatelozing, meestal de Waterlozing genoemd. Aan de overzijde van deze watergang lag tussen de Thesinger- en de Bovenrijgsterpolder een langwerpig stuk land dat ook tot het schap behoorde. Het stuk grensde voor 370 m aan het water en was zo'n 1600 m lang. Tussen Sint-Annen en de Wolddijk liep de grens op ongeveer 350 m oostelijk van de huidige Eemshaven weg. Het stoomgemaal stond aan het einde van de Boersterwaterlozing, net ten westen van Sint-Annen en sloeg uit op het Sint-Annermaar. In 1950 werd de Docterspolder aan het waterschap toegevoegd. 
Waterstaatkundig gezien ligt het gebied sinds 1995 binnen dat van het waterschap Noorderzijlvest.

## Naam
Het waterschap is genoemd naar het cisterciënzerklooster Sint Anna, dat ook wel Klein-Aduard werd genoemd.
Bij Scheemda lag eveneens een waterschap met dezelfde naam.